# Torvoneustes
Genre
Espèces de rang inférieur
- † T. carpenteri (Wilkinson et al.[2], 2008)
- † T. coryphaeus Young et al.[3], 2013
- † T. mexicanus (Wieland, 1910) comb. nov.[4]

Synonymes
- † Dakosaurus carpenteri Wilkinson et al.[2], 2008
- † Geosaurus carpenteri Andrade et al.[5], 2009

Torvoneustes  est un genre éteint de grands crocodyliformes marins de la famille des métriorhynchidés ayant existé du Jurassique supérieur (Kimméridgien, il y a environ 155 Ma (millions d'années). Ses fossiles ont été découverts en Europe (Wiltshire, Angleterre) et en Amérique latine (Oaxaca, Mexique).

## Historique
L'historique de l'espèce type, T. carpenteri, est complexe. Le crâne découvert en premier dans les argiles du Kimméridgien du Wiltshire en Angleterre a d'abord été attribué à l'espèce Metriorhynchus superciliosus. La découverte ultérieure d'os post-crâniens a conduit à une attribution à Dakosarus carpenteri. D. carpenteri a été ensuite ré-assigné au genre Geosaurus en 2009 par Mark T. Young et Marco Brandalise de Andrade,.
Un an plus tard seulement, en 2010, Andrade, Young et leurs collègues, créent un genre dédié à cette espèce qui devient Torvoneustes carpenteri,.

## Description

### Taille
Torvoneustes est un grand « reptile » marin Crocodyliformes, d'environ 4,70 mètres de long. Sa taille est toutefois sensiblement inférieure à celle du plus grand géosauriné connu, Plesiosuchus, long de (7 mètres).

### Anatomie
Son crâne est relativement court et allongé, il possède des dents tranchantes incurvées vraisemblablement adaptées à la capture de grosses proies.

## Autres espèces
Depuis la création du genre en 2010, deux nouvelles espèces ont été rattachées au genre Torvoneustes :
- T. coryphaeus, décrite en 2013 par Young et ses collègues, à partir d'un crâne et d'une mandibule gauche découverts dans le Kimméridgien d'Angleterre[3]. Il se distingue de l'espèce type par un dermocrâne fortement ornementé. Les métriorhynchidés postérieurs à dermocrâne plus lisse, donc à meilleur hydrodynamisme, auraient évolué indépendamment dans chaque sous-clade de la famille (évolution parallèle)[3] ;
- T. mexicanus, à partir d'un fragment de crâne portant encore 12 dents, découvert et décrit en 1910 par G. R. Wieland comme un plésiosaure sous le nom de Plesiosaurus (Polyptychodon) mexicanus[7] et attribué à Torvoneustes en 2016 par Jair I. Barrientos-Lara et ses collègues[4]. Il provient de l'État d'Oaxaca dans le Sud du Mexique. Il est probablement daté du Kimméridgien.